# 五代会
天津市工人、干部、农民、中学红卫兵、大学红卫兵代表会议，简称五代会。是天津市无产阶级文化大革命时期群众组织之一。其对立面为大联筹。

## 历史
1967年3月15日，天津市工人、干部、农民、中学红卫兵、大学红卫兵代表会议筹备小组成立。22日召开会议后成立五代会常设机构，在此基础上实施“大联合”。天津市电业局造反派工人林启宇当选为工代会代表，落选的造反派代表张承明则组织成立了大联筹。
1967年8月18日，天津市赴京汇报代表团，五代会与大联筹达成了关于《关于立即坚决彻底制止武斗的协议》。24日，达成《关于抓革命促生产的协议》。